# Nederlandse kampioenschappen mountainbike

Nederlandse kampioenstrui

De Nederlandse kampioenschappen mountainbike worden gehouden sinds 1988. In onderstaand overzicht zijn alleen de kampioenen bij de elite opgenomen.

## Mannen

### Cross-country
| Jaar | Goud                    | Zilver             | Brons                    |
| ---- | ----------------------- | ------------------ | ------------------------ |
| 2024 | Morris Gruiters         | Chris van Dijk     | Jelte Jochems            |
| 2023 | Morris Gruiters         | Frits Biesterbos   | Rens Teunissen van Manen |
| 2022 | David Nordemann         | Stan Godrie        | Wim de Bruin             |
| 2021 | Milan Vader             | David Nordemann    | Bas Peters               |
| 2020 | Milan Vader             | Jeroen van Eck     | Erik Groen               |
| 2019 | Milan Vader             | David Nordemann    | Hans Becking             |
| 2018 | Mathieu van der Poel    | Hans Becking       | Michiel van der Heijden  |
| 2017 | Michiel van der Heijden | Hans Becking       | Milan Vader              |
| 2016 | Hans Becking            | Rudi van Houts     | Michiel van der Heijden  |
| 2015 | Michiel van der Heijden | Hans Becking       | Rudi van Houts           |
| 2014 | Michiel van der Heijden | Niels Wubben       | Hans Becking             |
| 2013 | Michiel van der Heijden | Rudi van Houts     | Thijs Al                 |
| 2012 | Hans Becking            | Frank Schotman     | Bas Peters               |
| 2011 | Rudi van Houts          | Hans Becking       | Henk Jaap Moorlag        |
| 2010 | Rudi van Houts          | Bas Peters         | Frank Schotman           |
| 2009 | Thijs Al                | Gerben de Knegt    | Jelmer Pietersma         |
| 2008 | Thijs Al                | Rudi van Houts     | Bas Peters               |
| 2007 | Bart Brentjens          | Rudi van Houts     | Bas Peters               |
| 2006 | Bart Brentjens          | Rudi van Houts     | Thijs Al                 |
| 2005 | Bart Brentjens          | Bas Peters         | Erwin Bakker             |
| 2004 | Bart Brentjens          | Maarten Tjallingii | Erwin Bakker             |
| 2003 | Bart Brentjens          | Thijs Al           | Bas Peters               |
| 2002 | Bart Brentjens          | Gerben de Knegt    | Bas van Dooren           |
| 2001 | Bart Brentjens          | Bas van Dooren     | Bas Peters               |
| 2000 | Bart Brentjens          | Bas van Dooren     | Gerben de Knegt          |
| 1999 | Bas van Dooren          | Bart Brentjens     | Patrick Tolhoek          |
| 1998 | Patrick Tolhoek         | Bas van Dooren     | Erik Boezewinkel         |
| 1997 | Richard Groenendaal     | Bart Brentjens     | Bas van Dooren           |
| 1996 | Bart Brentjens          | Patrick Tolhoek    | Richard Groenendaal      |
| 1995 | Bart Brentjens          | Marcel Gerritsen   | Richard Groenendaal      |
| 1994 | Marcel Arntz            | Bart Brentjens     | Marcel Gerritsen         |
| 1993 | Marcel Arntz            | Jan Weevers        | Wim de Vos               |
| 1992 | Marcel Arntz            | Frank van Bakel    | Bart Brentjens           |
| 1991 | Frank van Bakel         |                    |                          |
| 1990 | Wim de Vos              |                    |                          |
| 1989 | Henk Baars              |                    |                          |
| 1988 | Jim van Overbeek        |                    |                          |

### Shortrace
| Jaar | Goud                     | Zilver       | Brons      |
| ---- | ------------------------ | ------------ | ---------- |
| 2025 | Rens Teunissen van Manen | Freek Bouten | Nick Klijn |

### Marathon
| Jaar | Goud                   | Zilver                 | Brons                   |
| ---- | ---------------------- | ---------------------- | ----------------------- |
| 2024 | Tim Smeenge            | Hans Becking           | Pascal Eenkhoorn        |
| 2023 | Hans Becking           | Pascal Eenkhoorn       | Tom Schellekens         |
| 2022 | Tim Smeenge            | Stan Godrie            | Hans Becking            |
| 2021 | Hans Becking           | Tim Smeenge            | Lennart van Houwelingen |
| 2020 | afgelast vanwege Covid | afgelast vanwege Covid | afgelast vanwege Covid  |
| 2019 | Hans Becking           | Lars Boom              | Thom Bonder             |
| 2018 | Lars Boom              | Jasper Ockeloen        | Gert-Jan Bosman         |
| 2017 | Lars Boom              | Jasper Ockeloen        | Robbert de Nijs         |
| 2016 | Jasper Ockeloen        | Marco Minnaard         | Rudi van Houts          |
| 2015 | Ronan van Zandbeek     | Bas Peters             | Hans Becking            |
| 2014 | Bram Rood              | Ronan van Zandbeek     | Rob van Der Werf        |
| 2013 |                        |                        |                         |
| 2012 | Ramses Bekkenk         | Frank Schotman         | Jeroen Boelen           |
| 2011 | Bas Peters             | Bram Rood              | Bart Brentjens          |
| 2010 | Frank Schotman         | Axel Bult              | Niels Wubben            |
| 2009 | Bart Brentjens         |                        |                         |
| 2008 | Ramses Bekkenk         | Bart Brentjens         | Jelmer Pietersma        |
| 2007 |                        |                        |                         |
| 2006 | Bas Peters             | Ramses Bekkenk         | Rick Evers              |
| 2005 | Bart Brentjens         |                        |                         |

### Strandrace
| Jaar       | Goud                      | Zilver                    | Brons                  |
| ---------- | ------------------------- | ------------------------- | ---------------------- |
| 2025       | Rick van Breda            | Pepijn Veenings           | Stijn Appel            |
| 2024       | Daan van Sintmaartensdijk | Jasper Ockeloen           | Thijs Zonneveld        |
| 2023       | Jules De Cock             | Ivar Slik                 | Thijs Zonneveld        |
| 2022       | Rick van Breda            | Roel van Sintmaartensdijk | Jasper Ockeloen        |
| 2021       | afgelast vanwege Covid    | afgelast vanwege Covid    | afgelast vanwege Covid |
| 2020       | Ivar Slik                 | Rick van Breda            | Jordy Buskermolen      |
| 2019       | Coen Vermeltfoort         | Jasper Ockeloen           | Bram Rood              |
| 2018       | Jasper Ockeloen           | Robbert de Nijs           | Ronan van Zandbeek     |
| 2017       | Ronan van Zandbeek        | Richard Jansen            | Thijs Zonneveld        |
| 2015 (dec) | Thijs Zonneveld           | Jasper Ockeloen           | Roy Beukers            |
| 2015 (jan) | Richard Jansen            | Bram Imming               | Sebastian Langeveld    |
| 2014       | Jasper Ockeloen           | Jeroen Boelen             | Bram Imming            |

## Vrouwen

### Cross-country
| Jaar | Goud                    | Zilver                  | Brons                   |
| ---- | ----------------------- | ----------------------- | ----------------------- |
| 2024 | Julia van der Meulen    | Romana Carfora          | Lotte Koopmans          |
| 2023 | Puck Pieterse           | Anne Tauber             | Sophie von Berswordt    |
| 2022 | Anne Terpstra           | Lotte Koopmans          | Denise Betsema          |
| 2021 | Anne Tauber             | Sophie von Berswordt    | Lotte Koopmans          |
| 2020 | Anne Terpstra           | Anne Tauber             | Lotte Koopmans          |
| 2019 | Anne Tauber             | Annemarie Worst         | Sophie Von Berswordt    |
| 2018 | Anne Terpstra           | Anna van der Breggen    | Annemarie Worst         |
| 2017 | Anne Tauber             | Anne Terpstra           | Annemarie Worst         |
| 2016 | Anne Terpstra           | Annemarie Worst         | Anne Tauber             |
| 2015 | Anne Terpstra           | Laura Turpijn           | Britt van den Boogert   |
| 2014 | Anne Terpstra           | Annemarie Worst         | Laura Turpijn           |
| 2013 | Anne Terpstra           | Annefleur Kalvenhaar    | Mirre Stallen           |
| 2012 | Laura Turpijn           | Rozanne Slik            | Anne Terpstra           |
| 2011 | Laura Turpijn           | Sanne van Paassen       | Anne Terpstra           |
| 2010 | Laura Turpijn           | Ariëlle Boek            | Anne Terpstra           |
| 2009 | Laura Turpijn           | Reza Hormes-Ravenstijn  | Monique Zeldenrust      |
| 2008 | Elsbeth van Rooy-Vink   | Laura Turpijn           | Ariëlle van Meurs       |
| 2007 | Laura Turpijn           | Bernadine Boog-Rauwerda | Elsbeth van Rooy-Vink   |
| 2006 | Elsbeth van Rooy-Vink   | Laura Turpijn           | Bernadine Boog-Rauwerda |
| 2005 | Bernadine Boog-Rauwerda | Elsbeth van Rooy-Vink   | Ariëlle van Meurs       |
| 2004 | Elsbeth van Rooy-Vink   | Corine Dorland          | Bernadine Boog-Rauwerda |
| 2003 | Elsbeth van Rooy-Vink   | Saskia Elemans          | Laura Turpijn           |
| 2002 | Daphny van den Brand    | Corine Dorland          | Bernadine Boog-Rauwerda |
| 2001 | Corine Dorland          | Elsbeth van Rooy-Vink   | Daphny van den Brand    |
| 2000 | Corine Dorland          | Daphny van den Brand    | Tessa Sollaart          |
| 1999 | Corine Dorland          | Loes van Wersch         | Yvonne Brunen           |
| 1998 | Elsbeth van Rooy-Vink   | Vanessa van Dijk        | Corine Dorland          |
| 1997 | Yvonne Brunen           | Corine Dorland          | Elsbeth van Rooy-Vink   |
| 1996 | Loes van Wersch         | Sandra Coppoolse        | Inge Velthuis           |
| 1995 | Loes van Wersch         | Vanessa van Dijk        | Reza Hormes-Ravenstijn  |
| 1994 | Vanessa van Dijk        | ... Grobben             | Reza Ravenstijn         |

### Shortrace
| Jaar | Goud          | Zilver               | Brons            |
| ---- | ------------- | -------------------- | ---------------- |
| 2025 | Puck Pieterse | Julia van der Meulen | Femke Mossinkoff |

### Marathon
| Jaar | Goud                    | Zilver                 | Brons                  |
| ---- | ----------------------- | ---------------------- | ---------------------- |
| 2024 | Rosa van Doorn          | Lola Bakker            | Romana Carfora         |
| 2023 | Sophie von Berswordt    | Rosa van Doorn         | Diede Diederiks        |
| 2022 | Tessa Neefjes           | Karen Brouwer          | Rozanne Slik           |
| 2021 | Pauliena Rooijakkers    | Rosa van Doorn         | Teuntje Beekhuis       |
| 2020 | afgelast vanwege Covid  | afgelast vanwege Covid | afgelast vanwege Covid |
| 2019 | Laura van Regenmortel   | Monique Zeldenrust     | Senna Feron            |
| 2018 | Sophie von Berswordt    | Laura van Regenmortel  | Karen Brouwer          |
| 2017 | Annemiek van Vleuten    | Hielke Elferink        | Karen Brouwer          |
| 2016 | Hielke Elferink         | Karen Brouwer          | Pauliena Rooijakkers   |
| 2015 | Hielke Elferink         | Annemiek van Vleuten   | Karen Brouwer          |
| 2014 | Hielke Elferink         | Jolien Janssen         | Anne Terpstra          |
| 2013 |                         |                        |                        |
| 2012 | Laura Turpijn           | Hielke Elferink        | Monique Zeldenrust     |
| 2011 | Mirre Stallen           | Laura Turpijn          | Nicoletta de Jager     |
| 2010 | Laura Turpijn           | Mirre Stallen          | Nicoletta de Jager     |
| 2009 |                         |                        |                        |
| 2008 | Laura Turpijn           | Arielle Boek-Van Meurs | Nicoletta de Jager     |
| 2007 | Laura Turpijn           | Arielle Boek-Van Meurs | Chantal Beltman        |
| 2006 | Elsbeth van Rooy-Vink   | Laura Turpijn          | Arielle Boek-Van Meurs |
| 2005 | Bernadine Boog-Rouwerda | Elsbeth van Rooy-Vink  | Saskia Elemans         |

### Strandrace
| Jaar       | Goud                   | Zilver                 | Brons                  |
| ---------- | ---------------------- | ---------------------- | ---------------------- |
| 2025       | Tessa Neefjes          | Femke Markus           | Mariëlle Trouwborst    |
| 2024       | Tessa Neefjes          | Mariëlle Trouwborst    | Femke Markus           |
| 2023       | Nina Kessler           | Tessa Neefjes          | Mariëlle Trouwborst    |
| 2022       | Nina Kessler           | Tessa Neefjes          | Marit Raaijmakers      |
| 2021       | afgelast vanwege Covid | afgelast vanwege Covid | afgelast vanwege Covid |
| 2020       | Natalie van Gogh       | Nina Kessler           | Tessa Neefjes          |
| 2019       | Natalie van Gogh       | Esther van Veen        | Femke Markus           |
| 2018       | Pauliena Rooijakkers   | Yvonne de Jong         | Willemiek Meinders     |
| 2017       | Pauliena Rooijakkers   | Alieke Hoogenboom      | Céline van Houtum      |
| 2015 (dec) | Pauliena Rooijakkers   | Nina Kessler           | Esther Kortekaas       |
| 2015 (jan) | Pauliena Rooijakkers   | Roxane Knetemann       | Iris Slappendel        |
| 2014       | Pauliena Rooijakkers   | Alieke Hoogenboom      | Nina Kessler           |

Kampioenschappen:  Olympische Spelen ·
 Wereldkampioenschappen ·
WK marathon ·
 Europese kampioenschappen
 Belgie ·
 Denemarken ·
 Duitsland ·
 Finland ·
 Frankrijk ·
 Groot-Brittannië ·
 Italie ·
 Nederland ·
 Oostenrijk ·
 Polen ·
 Zwitserland
Klassementen:  Wereldbeker ·
 3 Nations Cup
Meerdaagse wedstrijden  Cape Epic ·
 Transalp Challenge ·
 Crocodile Trophy ·
 Belgian Mountainbike Challenge
Eendaagse wedstrijden:  Grand Prix d’Europe ·
 Hondsrug Classic ·
 Roc d'Ardenne ·
 Roc d'Azur ·
 Salzkammergut Trophy ·
 Sea Otter Classic ·
 Stappenbelt MTB Trophy
Strandraces:  De Panne Beach Endurance ·
 Egmond-pier-Egmond ·
 Hoek van Holland-Den Helder
Historisch:  Benelux Cup ·  Belgian MTB Grand Prix ·  MTB Topcompetitie